# Teesinkbeek
De Teesinkbeek (tot medio jaren '70 Veldbeek genoemd) is een beek in de gemeente Enschede in de Nederlandse provincie Overijssel. De grotendeels gekanaliseerde beek begint als zijtak van de Usselerstroom ten westen van de wijk Helmerhoek in Enschede en stroomt door het Teesinkbos en de noordzijde van het dorp Boekelo. In het verleden begon de beek aan de noordzijde van het Teesinkbos als zijtak van de Houwbeek (Broekheurnerbeek). Ze stroomt aan de noordzijde van het dorp Boekelo en vloeit ten westen van die plaats met de Rutbeek samen tot de Boekelerbeek.